# تعلیق وابسته
سامانهٔ تعلیق وابسته (به انگلیسی: Dependent suspension) گونه‌ای از سامانه تعلیق است که هر چرخ به صورت یکپارچه و وابسته ارتعاش می کند و ارتعاشات یک چرخ به چرخ دیگر منتقل می شود.